# Toptjijska reka
Toptjijska reka (bulgariska: Топчийска река) är ett vattendrag i Bulgarien.   Det ligger i regionen Razgrad, i den nordöstra delen av landet, 280 km öster om huvudstaden Sofia.
Trakten runt Toptjijska reka består till största delen av jordbruksmark. Runt Toptjijska reka är det ganska tätbefolkat, med 58 invånare per kvadratkilometer.